# Viarigi
Viarigi ist eine italienische Gemeinde in der Provinz Asti (AT), Region Piemont.

## Lage und Einwohner
Viarigi liegt etwa 20 km nordwestlich vom Stadtzentrum der Provinzhauptstadt Asti entfernt. Das Gemeindegebiet umfasst eine Fläche von 13 km² und hat 839 Einwohner (Stand 31. Dezember 2023). Die Nachbargemeinden sind Altavilla Monferrato (AL), Felizzano (AL), Montemagno, Quattordio (AL) und Refrancore.

## Kulinarische Spezialitäten
Bei Viarigi werden Reben der Sorte Barbera für den Barbera d’Asti, einen Rotwein mit DOCG Status, sowie für den Barbera del Monferrato angebaut.

## Persönlichkeiten
- Aloisius Variara (1875–1923), Salesianer, Missionar, Seliger der römisch-katholischen Kirche